# Barbara Burke
Barbara Hannah Anita Burke (później Knight, ur. 13 maja 1917 w Londynie, zm. 8 sierpnia 1998 w Johannesburgu) – południowoafrykańska lekkoatletka specjalizująca się w krótkich biegach sprinterskich oraz płotkarskich, uczestniczka letnich igrzysk olimpijskich w Berlinie (1936), srebrna medalistka olimpijska w biegu sztafetowym 4 × 100 metrów, w barwach Wielkiej Brytanii.

## Sukcesy sportowe
- mistrzyni Wielkiej Brytanii w biegu na 100 metrów – 1936[1]
- mistrzyni Wielkiej Brytanii w biegu na 200 metrów – 1936
- dwukrotna mistrzyni Wielkiej Brytanii w biegu na 80 metrów przez płotki – 1936, 1937
- halowa mistrzyni Wielkiej Brytanii w biegu na 60 metrów – 1937
- halowa mistrzyni Wielkiej Brytanii w biegu na 60 jardów przez płotki – 1937

| Rok  | Miasto | Zawody                         | Konkurencja        | Wynik         |
| ---- | ------ | ------------------------------ | ------------------ | ------------- |
| 1936 | Berlin | Igrzyska olimpijskie           | sztafeta 4 × 100 m | srebrny medal |
| 1938 | Sydney | Igrzyska Imperium Brytyjskiego | bieg na 80 m ppł   | złoty medal   |

## Rekordy życiowe
- bieg na 100 metrów – 12,2 – Pretoria 20/04/1935[3]
- bieg na 200 metrów – 24,7 – Pretoria 22/04/1935
- bieg na 80 metrów przez płotki – 11,6 – Berlin 01/08/1937 (rekord świata do 23/07/1939)[4]